# Campionati italiani di ski cross 2025
I Campionati italiani di ski cross 2025 si sono svolti a Passo San Pellegrino il 2 aprile. Il programma ha incluso sia la gara femminile che la gara maschile. 
Trattandosi di competizioni valide anche ai fini del punteggio FIS, vi hanno partecipato anche sciatori di altre federazioni, senza che questo consentisse loro di concorrere al titolo nazionale italiano.

## Risultati

### Uomini
| Pos. | Atleta            | Nazione |
| ---- | ----------------- | ------- |
| 1    | Federico Tomasoni | Italia  |
| 2    | Dominik Zuech     | Italia  |
| 3    | Edoardo Zorzi     | Italia  |
| 4    | Yanick Gunsch     | Italia  |

### Donne
| Pos. | Atleta           | Nazione  |
| ---- | ---------------- | -------- |
| 1    | Jole Galli       | Italia   |
| 2    | Andrea Chesi     | Italia   |
| 3    | Katrin Ofner     | Austria  |
| 4    | Nathalie Bernard | Italia   |
| 5    | Makiko Arai      | Giappone |
| 6    | Mila Chaput      | Francia  |
| 7    | Rebecca Paoli    | Italia   |